# San Miguel Ixtahuacán
San Miguel Ixtahuacán – miasto na południowym zachodzie Gwatemali, w departamencie San Marcos. Według danych szacunkowych z 2012 roku liczba mieszkańców wynosiła 6 120 osób. 
San Miguel Ixtahuacán leży około 64 km na północ od stolicy departamentu – miasta San Marcos. 
Leży na wysokości 2050 metrów nad poziomem morza,  w górach Sierra Madre de Chiapas.

## Gmina San Miguel Ixtahuacán
Miasto jest także siedzibą władz gminy o tej samej nazwie, która jest jedną z dwudziestu dziewięciu gmin w departamencie. W 2012 roku gmina liczyła 36 612 mieszkańców. Gmina jak na warunki Gwatemali jest średniej wielkości, a jej powierzchnia obejmuje 184 km². Mieszkańcy gminy utrzymują się głównie z rolnictwa i turystyki. W rolnictwie dominuje uprawa trzciny cukrowej, kukurydzy, pszenicy, fasoli oraz wielu  drzew owocowych.
Ponadto na terenie gminy znajduje się młyn zbożowy oraz wytwórnia cegieł.